# Rizofora
Rizofora (lat. Rhizophora), biljni rod vodenog vazdazelog drvenastog bilja iz porodice korenjaševki (mangrovki) raširen u tropskim krajevima Azije, zapadnog Pacifika, Afrike i Amerike.
Rod Rhizophora čini mangrove u pravom smislu, i cijeloj porodici dao je svoje ime. Latinsko ime dolazi od grčkog ριζα (rhiza), "korijen," i φορος (phoros),  "nositi," a dolazi po potpornom i dišnom korijenju koje čini gust i neprohodan pleter na obalama tropskih mora. Naziv mangrove složenica je od španjolskih (mangle) ili portugalskih (mangue) i engleskih (grove) riječi.
Šume mangrova važno su stanište mnogih vrsta riba, ptica, zmija i drugih životinja.

## Vrste
1. Rhizophora apiculata Blume
2. Rhizophora mangle L.; prave mangrove
3. Rhizophora mucronata Poir.; prave mangrove
4. Rhizophora racemosa G.Mey.; prave mangrove
5. Rhizophora samoensis (Hochr.) Salvoza; prave mangrove
6. Rhizophora stylosa Griff.; prave mangrove
7. Rhizophora ×annamalayana Kathiresan
8. Rhizophora ×harrisonii Leechm.; prave mangrove
9. Rhizophora ×lamarckii Montrouz.
10. Rhizophora ×selala (Salvoza) Toml.
11. Rhizophora ×tomlinsonii N.C.Duke